# Pahuvere
Pahuvere (německy Willust) je vesnice v estonském kraji Harjumaa, samosprávně patřící do obce Viljandi.

## Historie
Obec Pahuvere byla poprvé zmíněna v roce 1429.

## Pamětihodnosti
Budova venkovské obce byla postavena v roce 1833. 